# Faculdades Integradas Olga Mettig
A Faculdade Olga Mettig surgiu em 27 de abril de 1967, data de fundação da Faculdade de Educação da Bahia (FEBA), primeira instituição de ensino superior a formar pedagogos no Norte/Nordeste. Criada pela educadora baiana Olga Pereira Mettig.
Localizada no bairro do Itaigara, em Salvador, oferece cursos de Graduação em Pedagogia, Turismo, Administração, Gestão de Negócios em Turismo e Gestão de Processo em Comércio Exterior. Além de 38 curso de Pós Graduação em Gestão em Negócios, Engenharia e Tecnologia, Saúde, Direito, Psicologia  e Educação